# René Botet

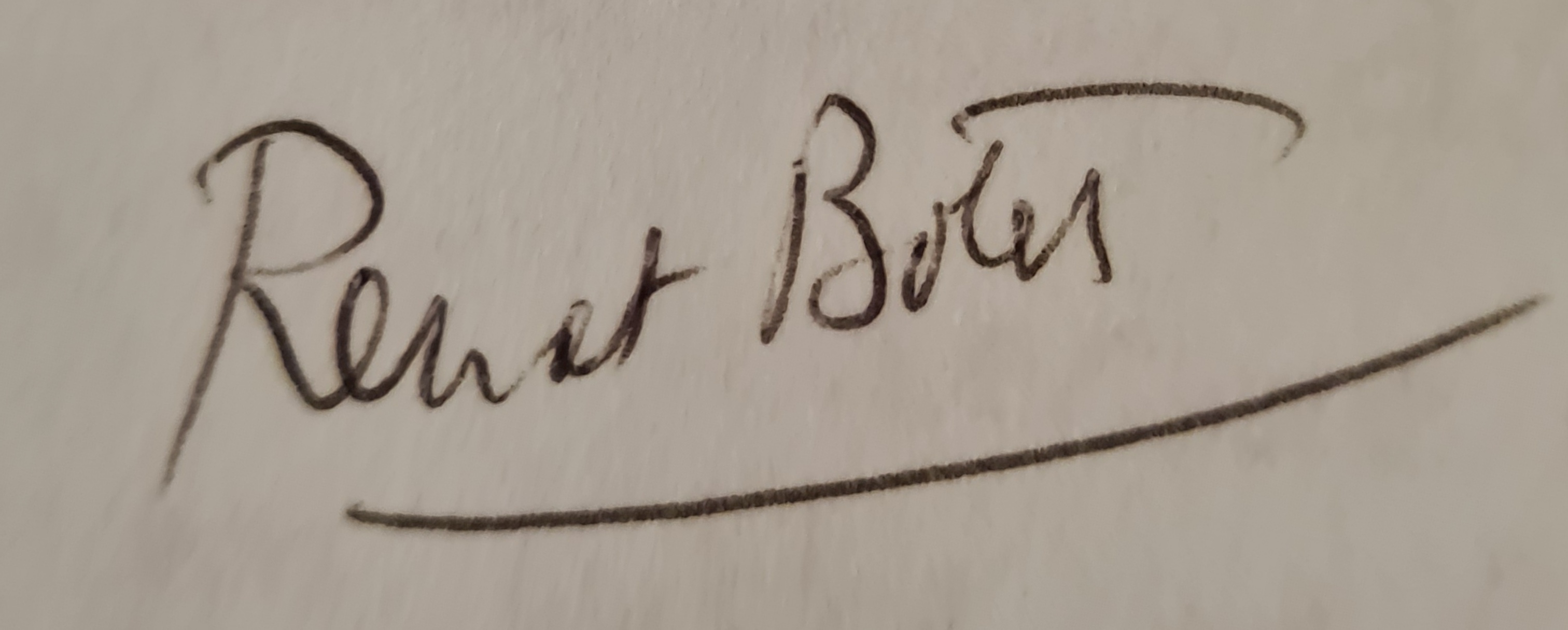
La signature de Renat Botet

René Botet (en catalan : Renat Botet), né le 3 décembre 1922 à Oreilla dans le Conflent et mort le 20 juin 2012 à Céret, est l'un des chercheurs les plus fertiles de la langue catalane en Catalogne du Nord. Il travailla comme professeur, directeur théâtral, dialectogue et lexicographe du catalan. Son œuvre se trouve  condensée en grande partie dans le Dictionnaire catalan-français (2001) et le Vocabulaire roussillonnais (1997). Il a participé  à l'élaboration de l'Atlas linguistique des Pyrénées-Orientales (ALPO).
L'écrivain nord-catalan Joan-Daniel Bezsonoff l'a qualifié de « homme délicieux, avec un sens de l'humour très paysan et une érudition universitaire. »

## Biographie

### Premières années
Quatrième et dernier fils d'une famille humble d'agriculteurs éleveurs d'Oreilla. Il fut interne au collège de Prades sans perdre pour autant le  contact avec l'arrière pays, où il revenait pendant les vacances scolaires pour aider sa famille.  Botet a suivi des études hispaniques à l'université de Montpellier et à Toulouse, où les docteurs Jean Amade et Joseph-Sébastien Pons l'ont sensibilisé à la langue et littérature castillanes et catalanes. La deuxième guerre mondiale a interrompu ses études quand il a été envoyé en Allemagne, au Service du travail obligatoire (STO) pour sauver, sans succès, son frère qu'y était allé avant.

### Début de l'activité
Quand la guerre prit fin, il exerça comme maître d'école dans les Pyrénées-Orientales et, plus tard, comme professeur à Béziers, Albi, Narbonne et Perpignan. C'est à ce moment qu'il entra en contact avec le docteur Henri Guiter, auteur de l'Atlas linguistique des Pyrénées-Orientales (ALPO), un atlas linguistique qui prétendait recueillir le parler roussillonnais moyennant des enquêtes auprès des locuteurs du territoire. Botet y a participé en enquêtant dans seize villages du Conflent et du Vallespir entre  1947 et 1951.
Les  années suivantes, il entra à l'Académie de Nice comme professeur de castillan et, après être destiné à Lézignan, il s'est installé définitivement à Céret, au lycée Déodat-de-Séverac et au collège qu'il fit nommer Joan-Amade en l'honneur de son maître.

## Activité et apports

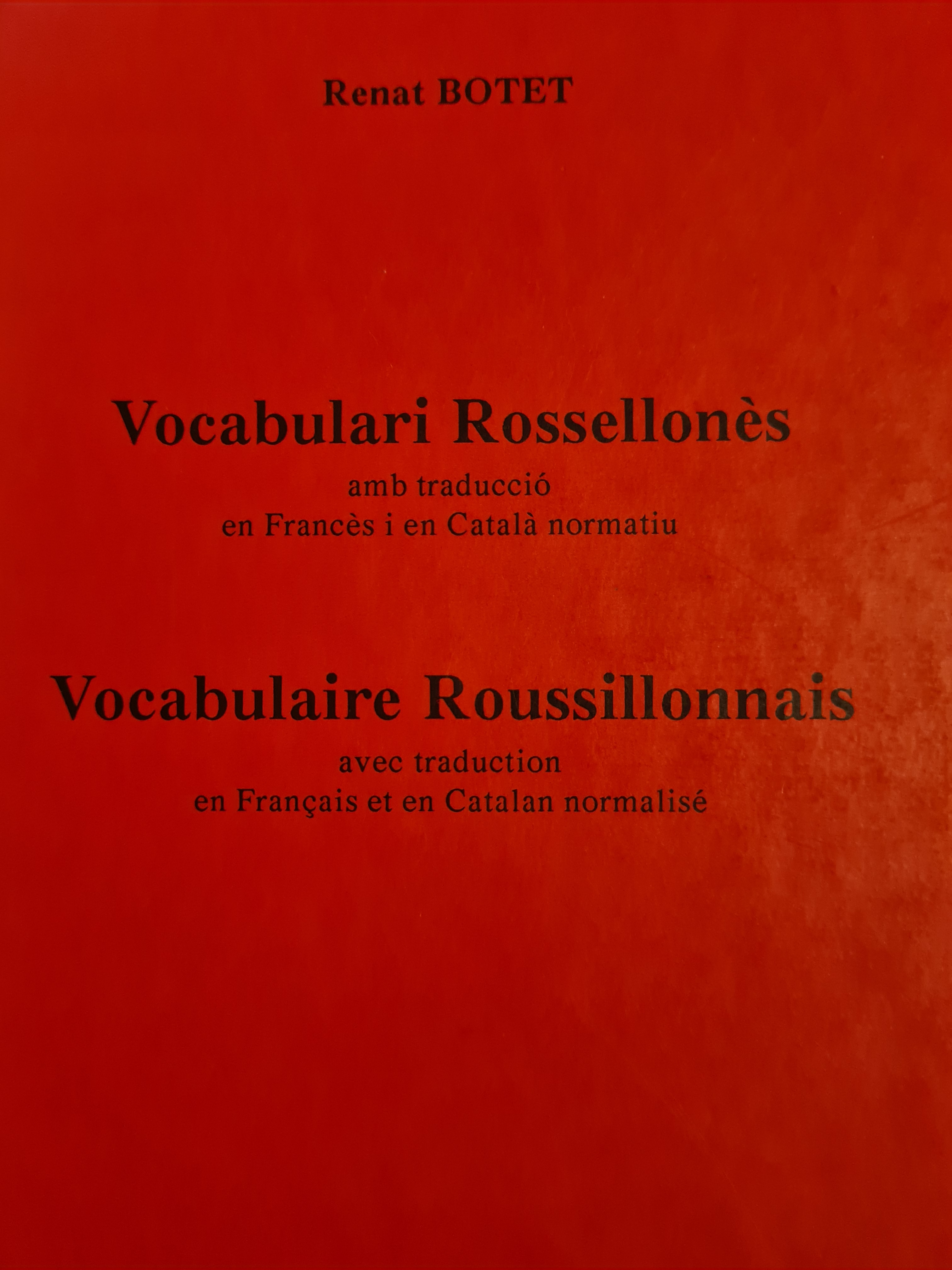
La couverture du Vocabulaire roussillonnais publié par les éditions Trabucaire.

En 1922 il a fondé l'École catalane de Ceret, ouverte à tous publics, où il a enseigné la langue selon les normes orthographiques fixées par Pompeu Fabra. Simultanément, il fonda le groupe théâtral Font-Freda avec lequel il représenterait, à Ceret et aux alentours, des œuvres du conteur et auteur de saynètes et comédies Pere Guisset, comme La gossa d’en Pepet et La Mare-llenga. Les représentations avaient un fond pédagogique et la volonté de sauver la langue et la culture catalanes.
En plus de l'activité théâtrale et l'enseignement, il réalisa beaucoup d'enquêtes linguistiques, recueillant les fruits dans des milliers de fiches qu'il destinait à la préparation d'un dictionnaire général de la langue avec des citations d'auteurs roussillonnais. Le projet s'initia avec la collaboration du docteur Christian Camps de l'université Paul-Valéry de Montpellier en 1994. Trois ans plus tard, Botet publie le Vocabulari Rossellonès amb traducció en Francès i en Català normatiu, fruit d'années de lectures et conversations avec les agriculteurs, artisans et pêcheurs du pays. En 2001 le Diccionari català-francès  verrait le jour, publié par l'Enciclopèdia catalana . En 2007 il édite le Dictionnaire français-catalan publié par la maison d'édition nord-catalane El Trabucaire. Une nouvelle collaboration avec Camps permet de publier le Diccionari català-francès d'expressions, locucions i refranys (2006).

## Publications
- Vocabulari Rossellonès / Vocabulaire roussillonnais, (1997)
- Proverbis / Proverbes, (1998)
- Diccionari català-francès, (avec Cristià Camps, 2001)
- Dictionnaire français-catalan d'expressions, locutions et proverbes (avec Cristià Camps, 2006)
- Diccionari català-francès d'expressions, locucions i refranys (avec Cristià Camps, 2006)
- Dictionnaire français-catalan (avec Cristià Camps, 2007)